# Fringilla
Fringilla Linnaeus, 1758 è un genere di uccelli passeriformi della famiglia Fringillidae. È l'unico genere della sottofamiglia Fringillinae Leach, 1820.

## Etimologia
Il nome scientifico del genere, Fringilla, significa "fringuello" in latino.

## Descrizione
Al genere vengono ascritte specie di una quindicina di centimetri di lunghezza munite di testa squadrata (nei maschi con un ciuffetto di piume erettili sul vertice), becco conico e appuntito, aspetto massiccio e coda allungata e squadrata: tutte le specie presentano dicromatismo sessuale marcato, specialmente nella colorazione di testa, spalle e area ventrale dei maschi rispetto alle femmine. Solitamente, infatti, nell'area cefalica e dorsale è presente nei primi l'azzurro (tranne che nella peppola, dove il maschio ha la testa nera), mentre in ambo i sessi e in tutte le specie il ventre è biancastro e ali e dorso tendono al bruno marmorizzato.

## Distribuzione e habitat
Le specie ascritte al genere hanno diffusione paleartica, col fringuello comune che abita una vasta parte dell'Eurasia e del Nordafrica e la peppola che vive nella tundra nordeuropea e asiatica, mentre le restanti due specie sono endemismi insulari delle Canarie.
Il loro habitat è rappresentato dalle aree alberate con presenza di fonti permanenti d'acqua dolce.

## Biologia
Si tratta di uccelli dalle abitudini diurne e tendenzialmente gregari durante l'anno: durante il periodo riproduttivo, i maschi cantano vigorosamente per conquistare una compagna, che poi si occupa quasi completamente in solitudine della costruzione del nido e della cura della prole, mentre il partner sorveglia i dintorni e scaccia energicamente eventuali intrusi. La loro dieta è abbastanza generalista e poco differenziata, mostrando una maggior percentuale di alimenti di origine animale rispetto a quanto riscontrabile nella maggior parte degli altri fringillidi.

## Tassonomia
Al genere vengono ascritte le seguenti specie:
- Fringilla coelebs Linnaeus, 1758 - friguello comune
- Fringilla polatzeki Hartert, 1905 - fringuello di Gran Canaria
- Fringilla teydea Webb, Berthelot & Moquin-Tandon, 1841 - fringuello azzurro
- Fringilla montifringilla Linnaeus, 1758 - peppola

Nell'ambito della famiglia dei Fringillidae, il genere Fringilla si colloca piuttosto distante da tutti gli altri, formando una sottofamiglia a sé stante: essi si caratterizzano per una morfologia del cranio quasi identica, la presenza di nove grandi remiganti primarie, dodici rettrici caudali e l'assenza del gozzo, oltre che per nutrire i pulli quasi totalmente con cibo di origine animale.